# マトゥーシュ・ベロ
マトゥーシュ・ベロ（Matúš Bero、1995年9月6日 - ）は、スロバキア・イラヴァ出身のサッカー選手。VfLボーフム所属。ポジションはミッドフィールダー。スロバキア代表。

## クラブ経歴
ASトレンチーンの下部組織出身。同クラブでプロデビューをし、2015-16シーズンにはリーグ戦で、ミッドフィールダーながら15得点を挙げ、クラブのシーズン最優秀選手賞を受賞した。
2016年8月5日、トラブゾンスポルと4年契約を結んだ。
2018年7月3日、フィテッセと4年契約を交わした。26日、UEFAヨーロッパリーグのFCヴィトルル・コンスタンツァ戦にてデビューし、8月12日のエールディヴィジFCフローニンゲン戦で移籍後初得点を記録した。

## 代表経歴
2016年5月27日、ジョージア代表との親善試合でスロバキア代表デビューを飾った。